# Saul Rubinek

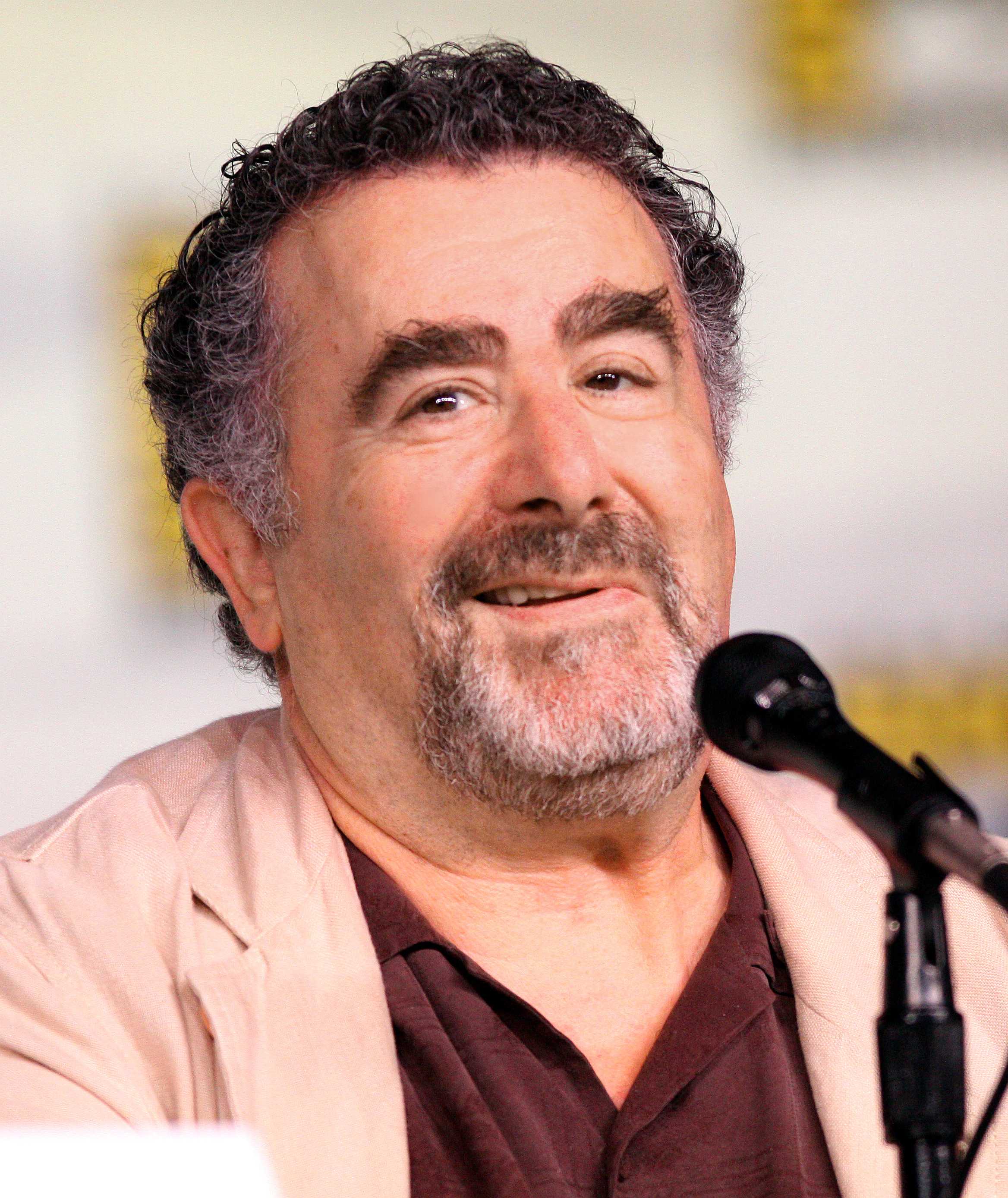
Saul Rubinek in 2012

Saul Rubinek (Wolfratshausen (Duitsland), 2 juli 1948) is een in Duitsland geboren Canadees acteur, filmregisseur, filmproducent en scenarioschrijver.

## Biografie
Rubinek werd geboren in Föhrenwald, een vluchtelingenkamp in het net bevrijde Duitsland en is nu bekend als Wolfratshausen. Zijn ouders waren beide Jiddisch sprekende Poolse Joden die tijdens de Tweede Wereldoorlog ondergedoken zaten op een Poolse boerderij. In zijn geboortejaar emigreerde hij met zijn familie naar Canada. Rubinek schreef een boek over de ervaringen die zijn ouders ondergingen tijdens de oorlog, genaamd: So Many Miracles. Rubinek is in 1990 getrouwd en heeft hieruit twee kinderen.

## Prijzen
- 2001 Broadcast Film Critics Association Awards[1] - met de film The Contender – gewonnen.
- 2008 Gemini Award – in de categorie Beste Optreden door een Acteur in een Bijrol met de televisieserie The Trojan Horse – genomineerd.
- 1998 Gemini Award – in de categorie Beste Optreden door een Acteur in een Bijrol met de film Hiroshima – genomineerd.
- 1999 Genie Award – in de categorie Beste Optreden door een Acteur in een Bijrol met de film Pale Saints – genomineerd.
- 1989 Genie Award – in de categorie Beste Optreden door een Acteur in een Hoofdrol met de film The Outside Chance of Maximilian Glick – genomineerd.
- 1983 Genie Award – in de categorie Beste Optreden door een Acteur in een Hoofdrol met de film By Design – genomineerd.
- 1982 Genie Award – in de categorie Beste Optreden door een Acteur in een Bijrol met de film Ticket to Heaven – gewonnen.
- 1980 Genie Award – in de categorie Beste Optreden door een Acteur in een Hoofdrol met de film Agency – genomineerd.
- 1980 Genie Award – in de categorie Beste Optreden door een Acteur met de film The Wordsmith – genomineerd.
- 1998 Sundance Film Festival – in de categorie ‘’Grote Jury Prijs met de film Jerry and Tom – genomineerd.

## Filmografie

### Films
Selectie:
- 2023 BlackBerry - als John Woodman
- 2018 The Ballad of Buster Scruggs – als Fransman
- 2010 Kill Me Please – als M. Breiman
- 2010 Knucklehead – als rabbijn
- 2010 Barney's Version – als Chamofsky
- 2007 War – als dr. Sherman
- 2003 The Singing Detective – als huidspecialist
- 2003 Coast to Coast – als Gary Pereira
- 2001 Rush Hour 2 – als Red Dragon Box man
- 2000 The Family Man – als Alan Mintz
- 1996 Past Perfect – als boekhouder
- 1996 Nixon – als Herb Klein
- 1994 I Love Trouble – als Sam Smotherman
- 1994 Death Wish V: The Face of Death – als Brian Hoyle
- 1993 And the Band Played On – als dr. Jim Curran
- 1993 True Romance – als Lee Donowitz
- 1992 Man Trouble – als Laurence Moncrief
- 1992 Unforgiven – als W.W. Beauchamp
- 1990 The Bonfire of the Vanities – als Jed Kramer
- 1987 Wall Street – als Harold Salt

### Televisieseries
Uitgezonderd eenmalige gastrollen.
- 2022 Terror Lake Drive  als Simon Rubideaux - 4 afl.
- 2020 - 2022 Hunters - als Murray Markowitz - 20 afl.
- 2018 - 2022 The Marvelous Mrs. Maisel - als Pauly Auerbach - 2 afl.
- 2019 - 2020 Billions - als Hap Halloran - 3 afl.
- 2018 Caught - als Andre Lefevre - 2 afl.
- 2017 The Last Tycoon - als Louis B. Mayer - 6 afl.
- 2009 – 2014 Warehouse 13 – als Artie Nielsen – 64 afl.
- 2013 - 2014 Person of Interest - als Arthur Claypool - 2 afl.
- 2008 – 2012 Leverage – als Victor Dubenich – 3 afl.
- 2005 Blind Justice – als dr. Allan Galloway – 7 afl.
- 2004 Stargate SG-1 – als Emmett Bregman – 2 afl.
- 2004 Curb Your Enthusiasm – als dr. Saul Funkhouser – 2 afl.
- 1999 – 2002 Frasier – als Donny Douglas – 16 afl.
- 2001 – 2002 A Nero Wolfe Mystery – als Lon Cohen – 10 afl.
- 2001 – 2002 Once and Again – als Colin Feischer – 2 afl.
- 1999 The Practice – als Arnold Hunter – 2 afl.
- 1989 Men – als Paul Armas – 6 afl.
- 1985 – 1986 The Equalizer – als Jason Mazer – 3 afl.

### Filmregisseur
- 2015 Arguments - korte film
- 2005 Cruel But Necessary - film
- 2001 Bleacher Burns – film
- 2001 Club Land – film
- 1998 Jerry and Tom – film

### Filmproducent
- 1998 Jerry and Tom – film
- 1987 So Many Miracles – documentaire

### Scenarioschrijver
- 2019 Polina i tayemnyzia kinostudiyi - film
- 2015 Arguments - korte film
- 1987 So Many Miracles – documentaire

- Bibsys: 14033558
- Biblioteca Nacional de España: XX1169637
- Bibliothèque nationale de France: cb14222883p (data)
- Gemeinsame Normdatei: 1061730271
- International Standard Name Identifier: 0000 0001 1454 1893
- Library of Congress Control Number: nr97045513
- Nationale Bibliotheek van Tsjechië: pna2008466881
- Nationale Bibliotheek van Israël: 987007320633105171
- Nederlandse Thesaurus van Auteursnamen: 073636126
- SNAC: w6s47p42
- Système universitaire de documentation: 130257788
- Virtual International Authority File: 104925712
- WorldCat: E39PBJq6TVkJfkwTYkpppJwV4q